# السی ویندس
السی ویندس (انگلیسی: Elsie Windes؛ زادهٔ ۱۷ ژوئن ۱۹۸۵) بازیکن واترپلو اهل ایالات متحده آمریکا است.
وی در مسابقات کشوری و بین‌المللی در مجموع برندهٔ ۴ مدال طلا، ۱ مدال نقره شده‌است.